# Michiko Yoshitake
Michiko Yoshitake (en japonais 吉武 美知子), née le 5 décembre 1951 à Tokyo et morte le 14 juin 2019 à Paris 12e, est une productrice de cinéma japonaise,,,,,.

## Biographie
Michiko Yoshitake naît à Tokyo en 1951, puis déménage à Paris au cours des années 1980.
Durant son parcours professionnel, elle contribue à la revue cinématographique japonaise Kinema Junpō. Elle travaille dans différents domaines du cinéma, entre autres, avec Léos Carax pour Pola X, Cyril Collard, Nicolas Philibert ou François Ozon pour Les Amants criminels et Gouttes d'eau sur pierres brûlantes du côté francophone. Du côté japonais, elle travaille avec Nobuhiro Suwa pour H Story, Un couple parfait, Paris, je t'aime et Yuki et Nina, une coréalisation avec Hippolyte Girardot. En 1993, elle participe à la création de la société Comme des Cinémas,,,,.
Peu à peu, elle est reconnue comme un relais important entre le cinéma français et nippon,. Cela lui permet de planifier, développer et produire Tokyo!, un film multinational composé de trois courts métrages réalisés par Michel Gondry, Leos Carax et Bong Joon-ho.
En 2009, elle devient indépendante en fondant sa société de production Film-in-Evolution. Sa société produit Le Secret de la chambre noire, un film franco-belgo-japonais réalisé par un japonais, Kiyoshi Kurosawa,,,,.
Le 14 juin 2019, Michiko Yoshitake meurt d'un cancer dans le  12e arrondissement de Paris,,.

## Filmographie
Sauf indication contraire, les informations mentionnées dans cette section peuvent être confirmées par la base de données cinématographiques IMDb,  présente dans la section « Liens externes ».

### En tant que productrice
- 2005 : Un couple parfait (productrice associée)
- 2008 : Tokyo!
- 2009 : Yuki et Nina (productrice associée)
- 2016 : Le Secret de la chambre noire
- 2017 : Le lion est mort ce soir

### En tant qu'actrice
- 2001 : H Story  de Nobuhiro Suwa : elle-même